# Arenomydas bunochilus
Arenomydas bunochilus är en tvåvingeart som beskrevs av Hesse 1969. Arenomydas bunochilus ingår i släktet Arenomydas och familjen Mydidae. Inga underarter finns listade i Catalogue of Life.